# Clynotis
Clynotis é um gênero de aranhas da família Salticidae presente na Oceania.

## Espécies
- Clynotis albobarbatus (L. Koch, 1879)
- Clynotis archeyi (Berland, 1931)
- Clynotis barresi Hogg, 1909
- Clynotis knoxi Forster, 1964
- Clynotis saxatilis (Urquhart, 1886)
- Clynotis semiater (L. Koch, 1879)
- Clynotis semiferrugineus (L. Koch, 1879)
- Clynotis severus (L. Koch, 1879)